# Ennio Baiardi

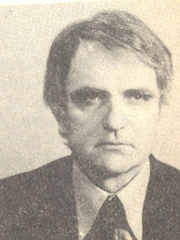
Ennio Baiardi

Ennio Baiardi (6 de maio de 1928 - 16 de outubro de 2014) foi um político italiano que serviu como prefeito de Vercelli (1975–1983) e como senador por duas legislaturas (1983–1987 e 1987–1992).